# Wolfgang Blochwitz
Wolfgang Blochwitz (Geringswalde, 1941. február 8. – Bad Berka, 2005. május 8.) német labdarúgókapus. 
Az NDK válogatott tagjaként részt vett az 1974-es világbajnokságon.

## Sikerei, díjai
Magdeburg
- Keletnémet kupa (2): 1963–64, 1964–65

Carl Zeiss Jena
- Keletnémet bajnok (2): 1967–68, 1969–70
- Keletnémet kupa (2): 1971–72, 1973–74